# Richard Heck
Richard Fred Heck (Springfield (Massachusetts), 15 augustus 1931 – Manilla, 10 oktober 2015) was een Amerikaans scheikundige die bekend geworden is door de ontdekking van de naar hem vernoemde Heck-reactie.

## Loopbaan
Heck studeerde aan Universiteit van Californië - Los Angeles (UCLA) en verkreeg aldaar in 1952 zijn Bachelor of Science. Na zijn promotie in 1954, tevens aan de Universiteit van Californië in de groep van Saul Winstein, ging hij voor een post-doc naar de ETH in Zürich bij Vladimir Prelog. Weer terug in de VS, ging hij, na een kort oponthoud aan de UCLA, werken in de chemische industrie bij de Hercules Powder Co. in Wilmington (Delaware). Hier onderzocht hij de hydroformyleringsreactie en postuleerde voor deze reactie het eerste reactiemechanisme. 
Heck bleef niet in de industrie werken, maar zette zijn loopbaan voort aan de Universiteit van Delaware, waar hij doorging met zijn onderzoek naar palladium-gekatalyseerde reacties. Hier ontdekte hij de nu belangrijke Heck-reactie. Dit is de reactie van een arylhalide met een alkeen, gekatalyseerd door een palladium-complex. Hiermee stond Heck aan de basis van een veeltal door palladium gekatalyseerde reacties zoals bijvoorbeeld de Suzuki-, Kumada-, Stille- en Sonogashira-reactie. Heck ging in 1989 met pensioen. In 2004 werd aan de Universiteit van Delaware een leerstoel naar hem vernoemd en in 2006 ontving hij de Herbert C. Brown Award voor creatief onderzoek naar synthetische methodes. In 2010 ontving hij de Nobelprijs voor de Scheikunde voor de ontwikkeling van een chemische reactie, de Heck-reactie, om betere medicijnen en elektronica te maken. Hij deelde de Nobelprijs met Ei-ichi Negishi en Akira Suzuki.
Heck emigreerde in 2006 samen met zijn Filipijnse vrouw Soccoro naar de Filipijnen. In 2015 overleed hij op 84-jarige leeftijd in een ziekenhuis in Manilla.
1901: Van 't Hoff ·
1902: E. Fischer ·
1903: Arrhenius ·
1904: Ramsay ·
1905: Baeyer ·
1906: Moissan ·
1907: Buchner ·
1908: Rutherford ·
1909: Ostwald ·
1910: Wallach ·
1911: Curie ·
1912: Grignard, Sabatier ·
1913: Werner ·
1914: Richards ·
1915: Willstätter ·
1918: Haber ·
1920: Nernst ·
1921: Soddy ·
1922: Aston ·
1923: Pregl ·
1925: Zsigmondy ·
1926: Svedberg ·
1927: Wieland ·
1928: Windaus ·
1929: Harden, Euler-Chelpin ·
1930: H. Fischer · 
1931: Bosch, Bergius ·
1932: Langmuir ·
1934: Urey ·
1935: F. Joliot-Curie, I. Joliot-Curie ·
1936: Debye ·
1937: Haworth, Karrer ·
1938: Kuhn ·
1939: Butenandt, Ružička ·
1943: Hevesy · 
1944: Hahn ·
1945: Virtanen ·
1946: Sumner, Northrop, Stanley ·
1947: Robinson · 
1948: Tiselius · 
1949: Giauque ·
1950: Diels, Alder ·
1951: McMillan, Seaborg ·
1952: Martin, Synge ·
1953: Staudinger ·
1954: Pauling ·
1955: Vigneaud ·
1956: Hinshelwood, Semjonov ·
1957: Todd ·
1958: Sanger ·
1959: Heyrovský ·
1960: Libby ·
1961: Calvin ·
1962: Perutz, Kendrew ·
1963: Ziegler, Natta ·
1964: Hodgkin ·
1965: Woodward ·
1966: Mulliken ·
1967: Eigen, Norrish, Porter ·
1968: Onsager ·
1969: Barton, Hassel ·
1970: Leloir ·
1971: Herzberg ·
1972: Anfinsen, Moore, Stein · 
1973: E.O. Fischer, Wilkinson · 
1974: Flory ·
1975: Cornforth, Prelog ·
1976: Lipscomb ·
1977: Prigogine · 
1978: Mitchell ·
1979: Brown, Wittig ·
1980: Berg, Gilbert, Sanger ·
1981: Fukui, Hoffmann ·
1982: Klug ·
1983: Taube ·
1984: Merrifield ·
1985: Hauptman, Karle ·
1986: Herschbach, Lee, Polanyi ·
1987: Cram, Lehn, Pedersen ·
1988: Deisenhofer, Huber, Michel ·
1989: Altman, Cech ·
1990: Corey ·
1991: Ernst ·
1992: Marcus ·
1993: Mullis, Smith ·
1994: Olah ·
1995: Crutzen, Molina, Rowland ·
1996: Curl, Kroto, Smalley ·
1997: Boyer, Walker, Skou ·
1998: Kohn, Pople ·
1999: Zewail ·
2000: Heeger, MacDiarmid, Shirakawa ·
2001: Knowles, Noyori, Sharpless ·
2002: Fenn, Tanaka, Wüthrich ·
2003: Agre, MacKinnon ·
2004: Ciechanover, Hershko, Rose ·
2005: Grubbs, Schrock, Chauvin ·
2006: Kornberg ·
2007: Ertl ·
2008: Shimomura, Chalfie, Tsien ·
2009: Steitz, Yonath, Ramakrishnan ·
2010: Heck, Negishi, Suzuki ·
2011: Shechtman ·
2012: Kobilka, Lefkowitz ·
2013: Karplus, Levitt, Warshel ·
2014: Betzig, Hell, Moerner ·
2015: Lindahl, Modrich, Sancar ·
2016: Sauvage, Stoddart, Feringa ·
2017: Dubochet, Frank, Henderson · 
2018: Arnold, Winter, Smith ·   
2019: Goodenough, Whittingham, Yoshino ·
2020: Charpentier, Doudna ·
2021: List, MacMillan ·
2022: Bertozzi, Meldal, Sharpless ·
2023: Bawendi, Brus, Jekimov ·
2024: Baker, Hassabis, Jumper